# 太平洋屋 (加利福尼亞州)
太平洋屋（英語：Pacific House）是位於美國加利福尼亞州埃爾多拉多縣的一個非建制地區。該地的面積和人口皆未知。

## 地理
太平洋屋的座標為38°45′35″N 120°30′25″W / 38.75972°N 120.50694°W，而該地的平均海拔高度為1035米（即3396英尺）。